# Krystyna Boboryk
Krystyna Marta Boboryk (ur. 9 lipca 1922 w Warszawie) – polska nauczycielka i polityk, posłanka na Sejm PRL IX kadencji.

## Życiorys
W czasie II wojny światowej uczestniczyła w konspiracji. Wzięła udział w powstaniu warszawskim. Była więźniem obozu Berlin-Blankenburg. Uzyskała tytuł zawodowy magistra filozofii na Uniwersytecie Warszawskim. Ukończyła też Studium Podyplomowe „Organizowanie i zarządzanie oświatą”. Była dyrektorem I Liceum Ogólnokształcącego im. Kazimierza Wielkiego w Wałczu. Zasiadała też w tamtejszej Miejskiej Radzie Narodowej. W latach 1985–1989 pełniła mandat posłanki na Sejm PRL IX kadencji w okręgu Piła jako bezpartyjna. Zasiadała w Komisji Edukacji Narodowej i Młodzieży oraz w Komisji Nadzwyczajnej do kontroli wdrażania programu realizacyjnego drugiego etapu reformy gospodarczej.
Od 1978 do 2001 była przewodniczącą wałeckiego oddziału Polskiego Związku Emerytów, Rencistów i Inwalidów.
Odznaczona Orderem Odrodzenia Polski, Medalem Komisji Edukacji Narodowej, Medalem 40-lecia Polski Ludowej i Brązowym Medalem „Za zasługi dla obronności kraju”.